# صياد سمك غابي
صياد السمك الغابي (الاسم العلمي Halcyon senegalensis)، طائر من القاوند وينتمي إلى فصيلة الرفرافيات. يوجد على نطاق واسع في أفريقيا جنوب الصحراء.